# Янь Фу
Янь Фу (*嚴復, 8 січня 1854 —27 жовтня 1921) — китайський філософ, перекладач, громадський діяч, ідеолог реформаторства часів падіння династії Цін та початку Китайської республіки.

## Життєпис
Походив з родини медиків. Народився у м. Цаншань повіту Хоугуань провінції Фуцзянь. Замолоду здобував освіту у місцевій школі, проте у 1866 році, після смерті батька, вимушений був перервати навчання. Тоді ж зумів вступити до мореплавного училища при Фучжоуській судноверфі, де викладалися природничі науки та іноземні мови. Навчався за державний кошт. Закінчивши училище у 1871 році з відзнакою, Янь Фу ходив на військових кораблях до Сінгапуру, Японії, Малайї, Філіппін, а у 1876 році був відправлений на навчання до Великої Британії, де через 2,5 року отримав вищу технічну освіту. Там він познайомився і зійшовся в позитивному погляді на Захід з відомим сановником і вченим Го Сунтао.
Після повернення на батьківщину у 1879 році Янь Фу викладав у Фучжоуському мореплавному училищі і Бейянскому військово-морському училищі, яке очолив у 1890 році. У 1896 році став керівником Бюро російської мови з підготовки перекладачів. Намагаючись традиційним чином побудувати кар'єру, Янь Фу в період з 1885 по 1893 роки чотири рази брав участь в іспитах на середній вчений ступінь цзюйжень, проте незмінно зазнавав невдачі.
Вражений нищівною поразкою Китаю у війні з Японією (1894—1895) Янь Фу рішуче змінив життєву позицію й активно включився в громадську діяльність. Перший ж публіцистичний виступ приніс йому широку популярність. У 1895 році в Тяньцзінській газеті він надрукував серію з чотирьох гострих політико-філософських статей, в яких розірвавши з конфуціанською традицією, звернувся до «пошуку істини на Заході».
Для пропаганди своїх поглядів він у 1897 році заснував у Тяньцзіні газету «Говень бао» («Вісник звинувачуваного в країні»), яка виступала на підтримку реформаторського руху, економічних теорій вільної конкуренції, за конституційну монархію. Після «Ста днів реформ» і поразки реформаторів у 1898 році газету було закрито. Сам Янь у короткий період дій реформаторів активних дій не здійснював, хоча й отримав аудієнції у імператора Гуаньсюя.
У 1900—1911 роках Янь Фу займав керівні пости в системі освіти, зокрема був директором вищого педагогічного училища в Аньціні (провінція Аньхой). У 1909 році отримав вищу вчену ступінь цзіньши, у 1911 році — звання штабного офіцера військово-морських сил 1-го рангу.
У 1905 році в Лондоні зустрівся з Сунь Ятсеном, але до Сіньхайской революції поставився вороже, вважаючи китайський народ духовно не готовим до сприйняття республіканського ладу. Ця позиція зблизила його з президентом Юань Шикаєм, у канцелярії якого у 1913—1916 роках він працював дипломатичним і правничим радником. Беручи участь у роботі комісії з вироблення тимчасової конституції, Янь Фу в той же час ідеологічно сприяв Юань Шикаю у підготовці монархічного заколоту 1915 року, що перетворював президента в імператора.
Після провалу цієї акції він відійшов від політики і став все більше трансформуватися з глибокого критика конфуціанських цінностей у їх ревного апологета. Тому у 1919 році під час культурного руху «Четвертого травня» (у сі) Янь Фу виступив за збереження духовних традицій і проти заміни китайської письмово-літературної мови (веньянь) розмовною (байхуа). Сам він виявився останнім класиком перекладу західних текстів на веньянь. Жахаючись трагічних постреволюційних подій та подій Першої світової війни, які дискредитували західний прогресизм, Янь Фу в останні роки життя впав у меланхолію, втратив інтерес до читання колись улюблених книг з філософії та історії і втратив смак до обговорення поточних подій, що також ускладнювався багаторічною астмою і тривалим зловживанням опіумом. Зрештою помер 21 жовтня 1921 року у м. Фучжоу.

## Філософія
Янь Фу першим з усією певністю висунув завдання національного порятунку та виживання, запропонувавши її рішення з позицій соціал-дарвіністського еволюціонізму. Визнаючи «державу подібним організму», а «політичні заходи подібними рослинам», Янь Фу став трактувати життя суспільства у категоріях боротьби за існування і природного відбору. Джерелом споконвічної волі держави і людини вважав природу — Небо (тянь). Класичну формулу Мен-цзи «народ першочергово цінний … володар — третьорядний» Янь Фу витлумачував у дусі теорії «суспільного договору» Жана-Жака Руссо, пояснюючи виникнення уряду та апарату придушення ініціативою народу, що мала потреби в захисті, і «існуванням зла».
Відносини типу «володар — підданці» породжені суворою необхідністю й відмінні від вільного розвитку Шляху-дао, але тому вони і не вічні. Однак час бездержавного самоврядування ще не настав не тільки в Китаї, але і в «зразкових» західних державах, де, на думку Янь Фу, «з важливих питань державного значення сім десятих вирішує сам народ, а три десятих — уряд; з останніх найбільш важливими є застосування покарань і керівництво армією».
Процвітання і могуть Заходу Янь Фу пов'язував з прийняттям і розвитком там «загальних принципів» (гун лі) рівності, свободи, народного суверенітету і демократії. Але «одними політичними заходами … не можна домогтися успіху в управлінні державою», бо «бідність і багатство, сила і слабкість, порядок і сум'яття у державі визначаються фізичними (лі — сила), розумовими (чжи) і моральними якостями (де) його народу. Лише тільки тоді, коли ці три якості в наявності, можна будувати на них правильні політику і законодавство»). Підняти ж моральну якість китайців, згідно Янь Фу, могло лише пробудження любові до батьківщини. На питання, як цього домогтися, він відповідав: «Потрібно заснувати в столиці парламент і звеліти по всій Піднебесній провести публічні вибори правителів повітів і областей».

## Переклади
Янь Фу у своїх стилістично блискучих і теоретично продуманих перекладах вперше познайомив китайське суспільство з класичними творами суспільствознавчої та наукової думки Заходу: «Про дух законів» Шарля Луї де Монтеск'є, «Дослідження про природу і причини багатства народів» Адама Сміта, «Еволюція й етика» Томаса Гекслі, «Система логіки силогістичної й індуктивної» Джона Стюарта Мілля.